# Pygathrix nigripes
Il langur duca dalle zampe nere (Pygathrix nigripes  (Milne-Edwards, 1871)) è una specie minacciata di langur duca che vive nelle foreste del Vietnam e della Cambogia.
È l'unico dei langur duca ad avere quasi tutta la faccia di colore azzurro-grigiastro. Recentemente un gruppo di ricerca della Wildlife Conservation Society ha censito 42.000 esemplari di questa specie nell'Area per la Conservazione della Biodiversità di Seima, in Cambogia. Prima della recente scoperta avvenuta in questa zona si riteneva che la popolazione più numerosa di queste scimmie, 600 esemplari, si trovasse nel vicino Vietnam. Il numero totale di questi animali resta tuttavia sconosciuto.